# Chapelle Notre-Dame-d'Elpret de Marchiennes
La chapelle Notre-Dame-d'Elpret est une chapelle catholique située à Marchiennes, en France.

## Localisation
La chapelle est située dans le département français du Nord, sur la commune de Marchiennes, le long de la D35 en direction de Tilloy-lez-Marchiennes, au croisement avec la route menant à la forêt domaniale. Construite vers 1878 en l'honneur de Notre-Dame des Victoires, elle est détruite en 1918. Elle est reconstruite en 1929 à dix mètres de son emplacement originel et inaugurée le 17 août 1930. La commune de Marchiennes la restaure en 2000.